# Relaciones Colombia-Guyana
Las relaciones Colombia-Guyana son las relaciones diplomáticas entre la República de Colombia y la República Cooperativa de Guyana. Ambos gobiernos mantienen una relación amistosa desde el siglo XX.

## Historia
Durante la época del Virreinato de la Nueva Granada y de la Gran Colombia, ambos países compartieron frontera, y de ahí nació el conflicto limítrofe por la Guayana Esequiba.
Ambos gobiernos establecieron relaciones diplomáticas en 1970. En 2018 y 2019 los ministros de relaciones exteriores de Colombia (María Ángela Holguín y Carlos Trujillo respectivamente) viajaron a Georgetown y se reunieron con miembros del gobierno guyanes.

## Relaciones económicas
Colombia exportó el equivalente a 11.642 miles de millones de dólares, siendo los principales productos exportados los relacionados con maquinaria, químicos y plásticos; mientras que Guyana exportó por un valor equivalente a 1.400 millones de dólares, siendo los principales productos agropecuarios y agroindustriales.

## Representación diplomática
- Colombia tiene embajada en Georgetown.
- Guyana usa su embajada en Caracas como embajada concurrente en Colombia.